# Iosif Brodski
Iosif Aleksandrowicz Brodski (ros. Иосиф Александрович Бродский; ur. 24 maja 1940 w Leningradzie, zm. 28 stycznia 1996 w Nowym Jorku) – rosyjsko-amerykański poeta i eseista. Laureat Nagrody Nobla w dziedzinie literatury za rok 1987.
W ZSRR skazany na przymusowe roboty za „pasożytnictwo” w 1964. W 1972 pozbawiony obywatelstwa i wydalony ze Związku Radzieckiego. Zamieszkał w Nowym Jorku, gdzie wykładał na różnych uczelniach. W latach 1991–1992 został laureatem Biblioteki Kongresu.
Uhonorowano go Nagrodą Nobla w dziedzinie literatury za 1987 rok za „uniwersalne wartości całokształtu twórczości literackiej, odznaczające się jasnością myśli i poetycką siłą”.
Brodskiego pochowano na cmentarzu na wyspie San Michele w Wenecji, którą pokochał, i której poświęcił esej Znak wodny.

## Życiorys
Pochodził z zasymilowanej inteligenckiej rodziny żydowskiej. W wieku piętnastu lat opuścił szkołę. W młodości nauczył się języka polskiego; później tłumaczył poezję m.in. Herberta, Gałczyńskiego i Miłosza. Później był członkiem zespołu redakcyjnego Zeszytów Literackich. Pisać wiersze zaczął w 1957 roku. W 1964 roku został skazany na 5 lat przymusowych robót w rejonie Archangielska za „społeczne pasożytnictwo”. W 1965 zwolniony po protestach opinii międzynarodowej. W 1972 roku został zmuszony do wyjazdu z ZSRR. Po krótkim pobycie w Wiedniu zamieszkał w Nowym Jorku. Otrzymał Nagrodę Nobla w dziedzinie literatury za 1987 rok. W swoich wierszach inspirował się m.in. utworami Mariny Cwietajewej, Anny Achmatowej i Osipa Mandelsztama. Czerpał m.in. z poezji romantycznej, poezji metafizycznej i twórczości akmeistów. W swoich utworach stosował zarówno wysokie słownictwo, jak i mowę potoczną. Do głównych tematów jego wierszy należą: sprzeciw wobec totalitaryzmu, samotność, kruchość życia ludzkiego, śmierć, niebyt oraz rozważania na temat czasu i przestrzeni. 

## Wybrana twórczość
Źródło: 

Rok podany przed tytułem książki jest datą 1. publikacji (nie powstania utworu).

### Zbiory wierszy i poematów

#### Język rosyjski
- 1963: Izaak i Abraham (Исаак и Авраам)
- 1965: Wiersze i poematy (Стихотворения и поэмы)
- 1970: Postój na pustyni (Остановка в пустыне)
- 1977: Koniec pięknej epoki (Конец прекрасной эпохи: Стихотворения 1964–1971)
- 1977: Część mowy (Часть речи: Стихотворения 1972–1976)
- 1979: Dyptyk Petersburski, czyli Przewodnik po przemianowanym mieście
- 1982: Elegie rzymskie (Римские элегии)
- 1983: Nowe stance do Augusty (Новые стансы к Августе (Стихи к М. Б., 1962–1982))
- 1987: Urania (Урания)
- 1990: Uwagi paprotnika (Примечания папоротника)
- 1990: Jesienny krzyk jastrzębia (Осенний крик ястреба: стихотворения 1962–1989 годов)
- 1993: Kapadocja (Каппадокия)
- 1995: W okolicach Atlantydy (В окрестностях Атлантиды)
- 1996: Pejzaż z powodzią (Пейзаж с наводнением)
- 2011: Słon i Marus’ka (Слон и Маруська)

#### Język angielski
- 1967: Wielka elegia dla Johna Donne'a (Elegy for John Donne and Other Poems)
- 1973: Poezje wybrane (Selected poems)
- 1977: A Part of Speech
- 1981: Verses on the Winter Campaign 1980
- 1996: Wiersze ostatnie (So Forth)
- 2001: Wiersze bożonarodzeniowe (Nativity Poems)

### Dramaty
- 1989: Marmur (Мрамор)
- 1991: Democracy!

### Eseistyka
- 1986: Mniej niż ktoś (inne tytuły: W półtora pokoju, Śpiew wahadła; Less Than One): tom eseistyczny; pierwsze pełne wydanie po polsku: Znak, Kraków, 2006; wcześniej po polsku ukazywały się wybory esejów z tego zbioru pod tytułami: Mniej niż ktoś, w tłumaczeniu Michała Kłobukowskiego nakładem CDN w 1989 roku oraz Śpiew wahadła, nakładem „Zeszytów Literackich”, w latach 1989 i 1996
- 1992: Znak wodny (Watermark)
- 1995: Pochwała nudy (On Grief and Reason)

## Filmy
- 2015: Brodski nie jest poetą (Бродский не поэт, Brodskij nie poet), film dokumentalny w reżyserii Ilji Biełowa o życiu Brodskiego po emigracji, głównie w Stanach Zjednoczonych, na podstawie rzadkich materiałów archiwalnych[6]